# Центральне антикорупційне бюро
Центральне антикорупційне бюро (пол. Centralne Biuro Antykorupcyjne, скорочено CBA) – спеціальна служба Польщі призначена для боротьби з корупцією в  публічних інститутах (зокрема в органах державної влади та органах місцевого самоврядування РП) та в економічній сфері. Утворена на підставі Закону РП «Про Центральне антикорупційне бюро» від 09 червня 2006 р.. Теперішній керівник ЦАБ Анджей Стружний (з 2019 р.). Штат – 880 осіб, з яких 766 є публічними службовцями і 114 – найманими (цивільними) працівниками.